# Mouterhouse
Mouterhouse település Franciaországban, Moselle megyében. Lakosainak száma 273 fő (2022. január 1.). Mouterhouse Reipertswiller, Baerenthal, Bitche, Éguelshardt, Goetzenbruck, Lemberg, Meisenthal, Wimmenau és Wingen-sur-Moder községekkel határos.

## Népesség
A település népességének változása:
| Lakosok száma | 341  | 318  | 310  | 293  | 279  | 301  | 308  | 302  | 288  | 273  |
|               | 1968 | 1982 | 1990 | 2006 | 2013 | 2015 | 2017 | 2019 | 2020 | 2022 |